# Vår jul (album av Glenmark & Glenmark)
Vår jul släpptes den 22 november 2006 och är ett julalbum av Glenmark & Glenmark. Jularna 2004 och 2005 hade de rest runt i kyrkorna i Sverige, och kring detta samlat material till en julskiva. Anders Glenmark har skrivit sången "När vi närmar oss jul".

## Låtlista
1. När vi närmar oss jul
2. Nu tändas tusen juleljus
3. Stilla natt (Stille Nacht, heilige Nacht)
4. Kanske till julen
5. Den lille trumslagarpojken (Little Drummer Boy)/Sjung om fred (Peace on Earth)
6. Låt mig få tända ett ljus (Schlaf, mein Prinzchen, schlaf ein)
7. Jul efter jul
8. Julen är här
9. Jul, jul, strålande jul
10. Betlehems stjärna
11. Säg, vem är barnet
12. Ave Maria
13. Låt julen förkunna (Happy Xmas (War Is Over))

## Listplaceringar
| Lista (2006) | Topplacering |
| ------------ | ------------ |
| Sverige      | 26           |

### Fotnoter
1. ↑  Listplacering, läst 31 december 2013